# Begonia paucilobata
Espèce
Synonymes
- Begonia paucilobata var. paucilobata[1]

Begonia paucilobata est une espèce de plantes de la famille des Begoniaceae.
L'espèce fait partie de la section Platycentrum.
Elle a été décrite en 1995 par Cheng Yih Wu (1916-2013).

## Répartition géographique
Cette espèce est originaire du pays suivant : Chine, à Yunnan (1700-1800 m.).

## Liste des variétés
Selon Catalogue of Life (22 février 2017) :
- variété Begonia paucilobata var. maguanensis (S.H.Huang & Y.M.Shui) T.C.Ku
- variété Begonia paucilobata var. paucilobata

Selon World Checklist of Selected Plant Families (WCSP) (22 février 2017) :
- variété Begonia paucilobata var. maguanensis (S.H.Huang & Y.M.Shui) T.C.Ku (1999)
- variété Begonia paucilobata var. paucilobata

Selon The Plant List (22 février 2017) :
- variété Begonia paucilobata var. maguanensis (S.H.Huang & Y.M.Shui) T.C.Ku

Selon Tropicos (22 février 2017) (Attention liste brute contenant possiblement des synonymes) :
- variété Begonia paucilobata var. maguanensis (S.H. Huang & Y.M. Shui) T.C. Ku
- variété Begonia paucilobata var. paucilobata

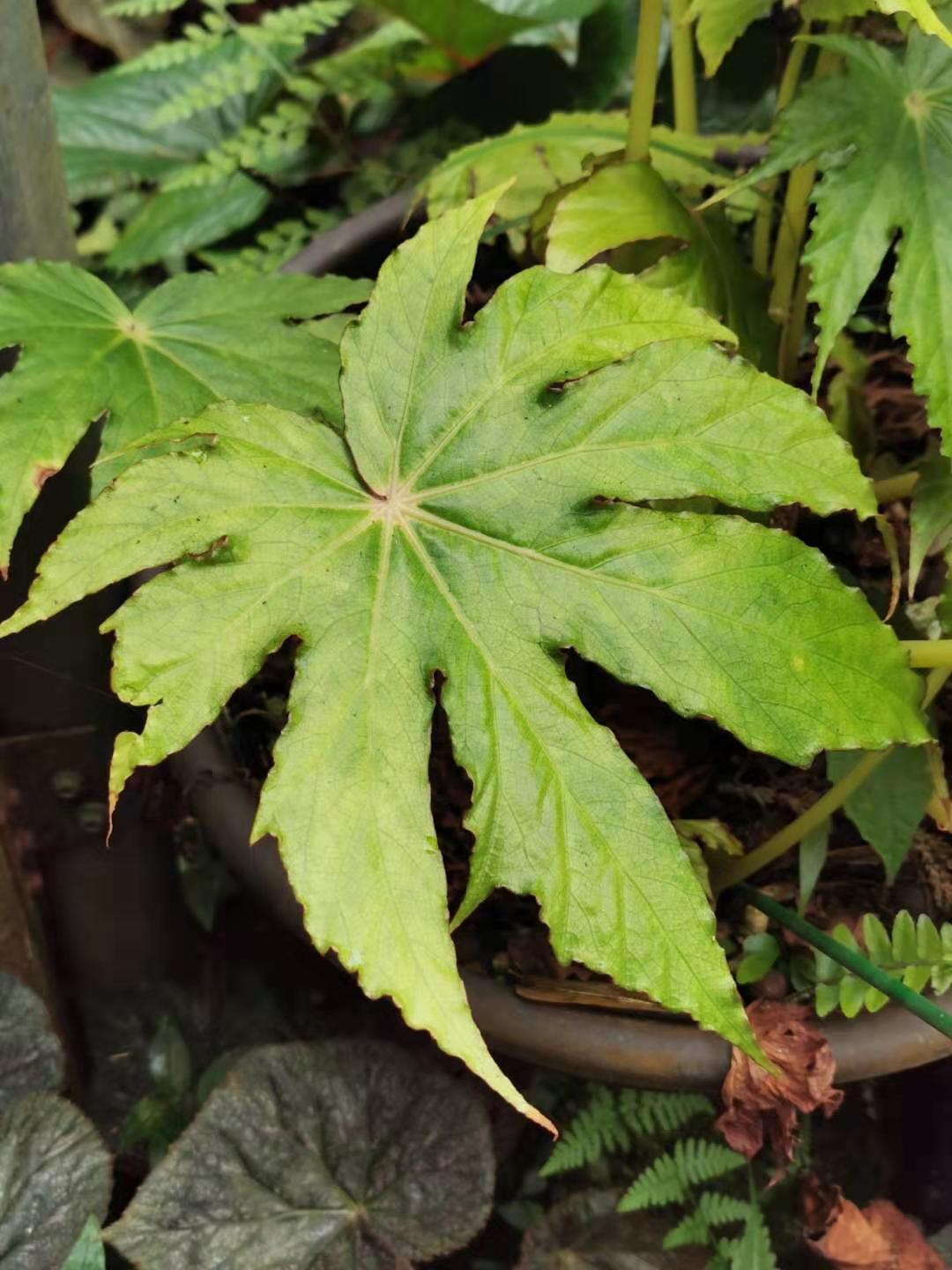
Begonia paucilobata var. maguanensis. La différence entre la variante et l'originale est que les jeunes fruits et les tépales sont couverts de poils denses[7].
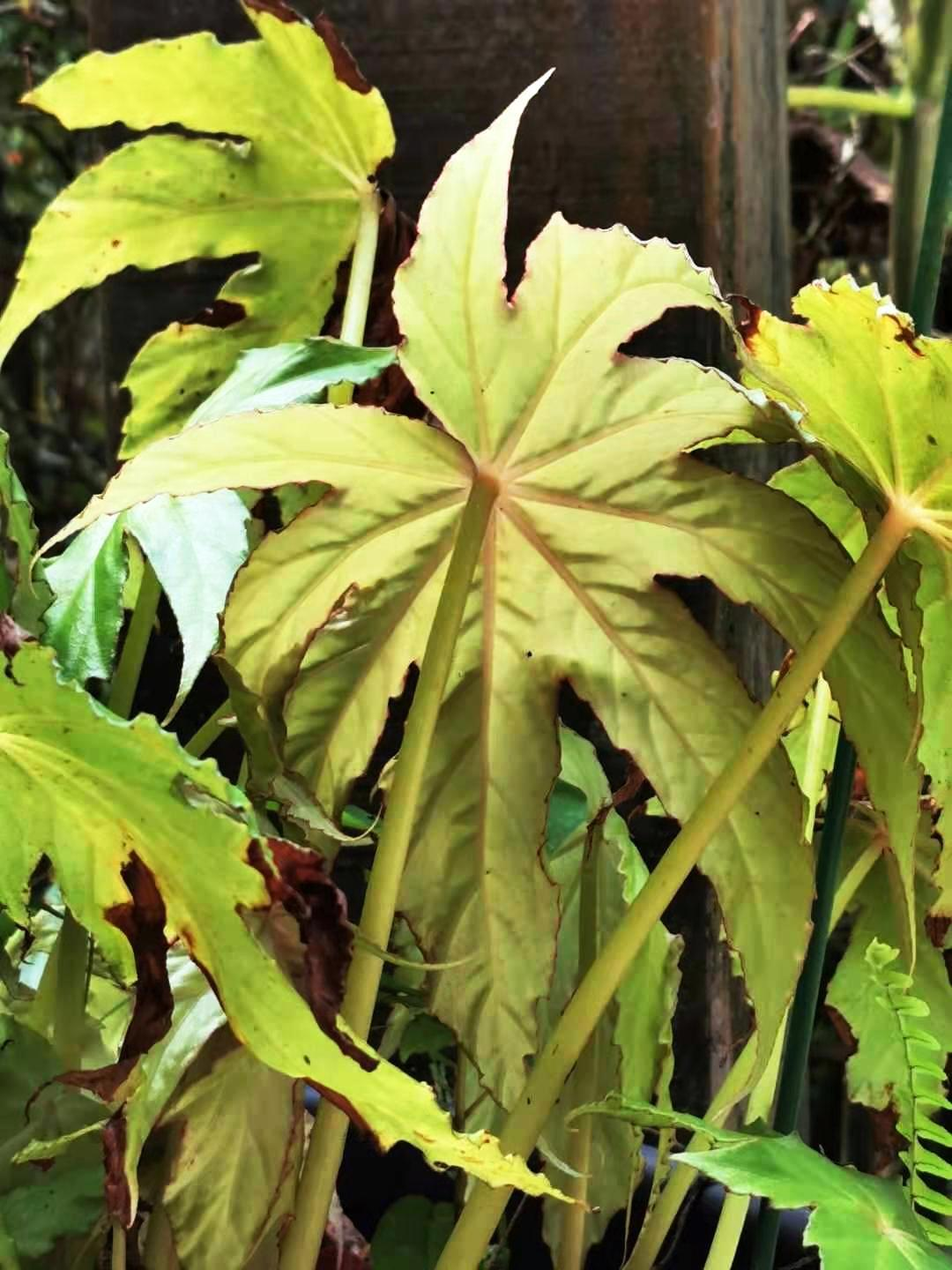
Begonia paucilobata var. maguanensis